# Volvo Langneus
De Volvo Langneus, oftewel vrachtwagens uit de LV180-193- en LV290-293-series, is geproduceerd door vrachtwagenproducent Volvo tussen 1937 en 1951.

## LV180-193
De Langneus werd begin 1937 gepresenteerd. De wagen deelde de neus en motor met de kleinere LV93-95, maar andere onderdelen waren zwaarder voor een groter laadvermogen. De productie van deze serie stopte in 1943 en werd vervangen door een grotere uitvoering van de Rondneus.

## LV290-293
Nadat in 1933 de productie werd gestaakt bij concurrent Tidaholms bruk, stapte diens hoofd van de afdeling motorontwikkeling, Gotthard Österberg, over naar Volvo. Onder leiding van Österberg werd een kopklepmotor ontwikkeld, die een stuk groter was dan Volvo's eigen FC-motor. Österbergs motor werd gebruikt in de grootste truck van Volvo tot dan, de LV290-serie. Voor de motor zou passen, moest de motorkap worden verlengd. Dit heeft geleid tot de naam Langneus. Tijdens de Tweede Wereldoorlog zijn veel wagens geleverd met houtgasgenerator.
Vanaf 1947 was de LV290-serie leverbaar met de indirect ingespoten VDB-dieselmotor. Voor deze motor moest de motorkap opnieuw verlengd worden, hetgeen de naam Langneus bevestigde. Een aantal wagens zijn nog uitgerust met de grotere VDF-motor met directe injectie, voor de Titan het stokje overnam.

## Motoren
| Model     | Jaar        | Motor                              | Cilinderinhoud | Vermogen | Brandstofsysteem                | Brandstof         |
| --------- | ----------- | ---------------------------------- | -------------- | -------- | ------------------------------- | ----------------- |
| LV180-193 | 1937 - 1943 | FC: zescilinder kopklep lijnmotor  | 4394 cm³       | 90 pk    | Enkele carburateur              | Benzine/ houtgas  |
| LV180-193 | 1937 - 1943 | FCH: zescilinder kopklep lijnmotor | 4394 cm³       | 90 pk    | Hesselmanmotor                  | Benzine en diesel |
| LV290-293 | 1937        | FA: zescilinder kopklep lijnmotor  | 6724 cm³       | 120 pk   | Enkele carburateur              | Benzine           |
| LV290-293 | 1937        | FAH: zescilinder kopklep lijnmotor | 6724 cm³       | 120 pk   | Hesselmanmotor                  | Benzine en diesel |
| LV290-293 | 1938 - 1951 | FB: zescilinder kopklep lijnmotor  | 7565 cm³       | 140 pk   | Enkele carburateur              | Benzine/ houtgas  |
| LV290-293 | 1938 - 1946 | FBH: zescilinder kopklep lijnmotor | 7565 cm³       | 140 pk   | Hesselmanmotor                  | Benzine en diesel |
| LV290-293 | 1947 - 1951 | VDB: zescilinder kopklep lijnmotor | 8740 cm³       | 130 pk   | Indirect ingespoten dieselmotor | Diesel            |
| LV290-293 | 1951        | VDF: zescilinder kopklep lijnmotor | 9602 cm³       | 150 pk   | Direct ingespoten dieselmotor   | Diesel            |

## Galerij

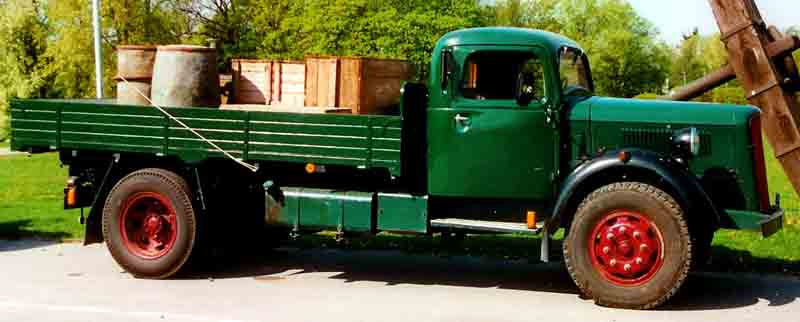
Volvo LV192 1940
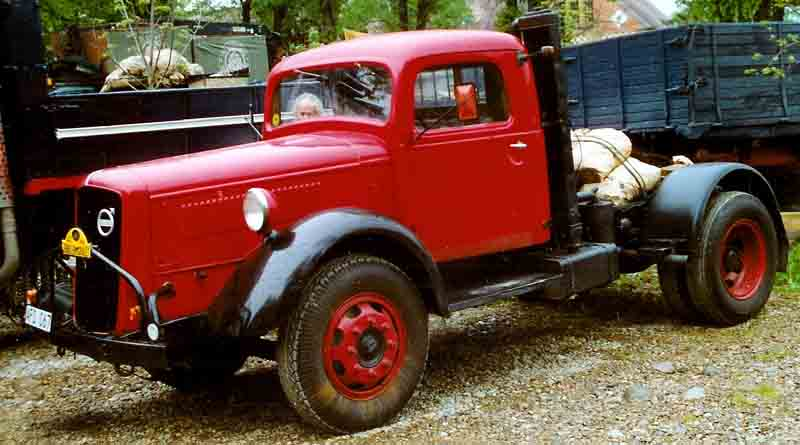
Volvo LV290 trekker, 1945
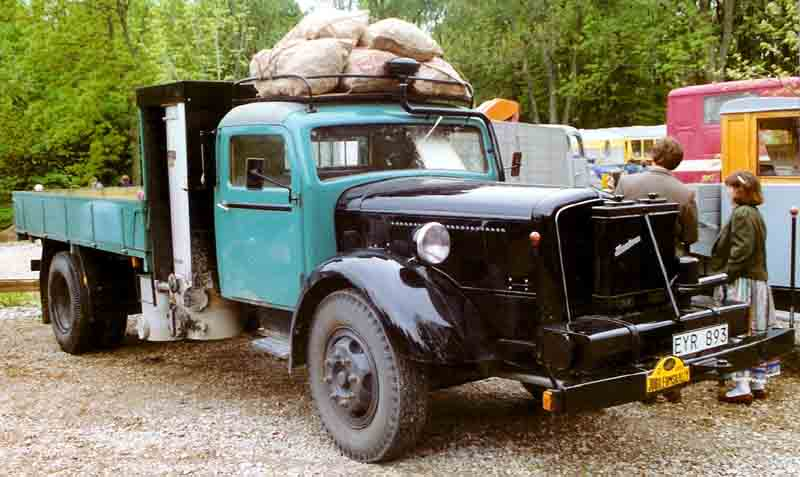
Volvo LV293 met houtgasgenerator, 1948